# Gesneria denticulata
Gesneria denticulata är en tvåhjärtbladig växtart som beskrevs av Brother Alain. Gesneria denticulata ingår i släktet Gesneria och familjen Gesneriaceae. Inga underarter finns listade i Catalogue of Life.